# Goodbye for Now
Goodbye for Now è una canzone dei P.O.D.. Si tratta del primo singolo estratto dal loro sesto album in studio, Testify (2006), pubblicato il 10 gennaio 2006.

## La canzone
Musicalmente si avvicina ai primi lavori della band, reintroducendo strofe parzialmente rappate, ed inoltre non presenta riff di chitarra tipicamente nu metal. Nel finale della canzone vi è un controcanto di Katy Perry, che qui ha collaborato prima di pubblicare il suo album d'esordio ufficiale One of the Boys nel 2007. Goodbye for Now fa parte anche della raccolta Greatest Hits: The Atlantic Years.
La canzone è stata mandata molte volte in radio, ed ha anche accompagnato i promo del film Le cronache di Narnia. È arrivata 47ª nella classifica Billboard Hot 100 il 31 gennaio 2006, 41ª a Billboard Pop 100, 25ª sulla Alternative Songs e 17ª sulla Hot Mainstream Rock Tracks.
Per Goodbye for Now è stato girato anche un video, che ha raggiunto il primo posto nella trasmissione Total Request Live.

## Tracce
1. Goodbye for Now
2. Why Wait?
3. Lights Out (Chris Vrenna Mix)